# Hören i herdar
Hören i herdar är en svensk julpsalm från 1700-talet.

## Historik
Hören i herdar är en stjärnspelsvisan som upptecknades 1848 av Gunnar Olof Hyltén-Cavallius efter pigan Catarina Andersdotter (1792–1857) "Halta-Kajsa" i Agunnaryds socken. Den publicerades 2021 i boken Folkliga koraler från södra Sverige.

## Publicerad i
- Folkliga koraler från södra Sverige som nummer 80 Hören i Herdar.[1]